# 巴泽耶
巴泽耶（法語：Bazeilles，法語發音：[bazɛj]）是法国大東部大區阿登省的一个市镇，属于色当区。该市镇于2017年1月1日由原巴泽耶与市镇吕贝库尔和拉梅库尔、维莱塞尔奈合并而成。2024年1月1日，市镇拉蒙塞勒并入巴泽耶。

## 地理
巴泽耶（49°40'38"N, 4°58'35"E）面积37.44 平方千米，位于法国大東部大區阿登省，该省份为法国北部内陆省份，西接埃纳省，南至马恩省，东临默兹省，北与比利时接壤。
与巴泽耶接壤的市镇（或旧市镇、城区）包括：布永、代尼、弗朗舍瓦勒、巴朗、努瓦耶蓬莫吉、日沃讷、拉沙佩勒、勒米伊-阿伊库尔、杜济。
巴泽耶的时区为UTC+01:00、UTC+02:00（夏令时）。

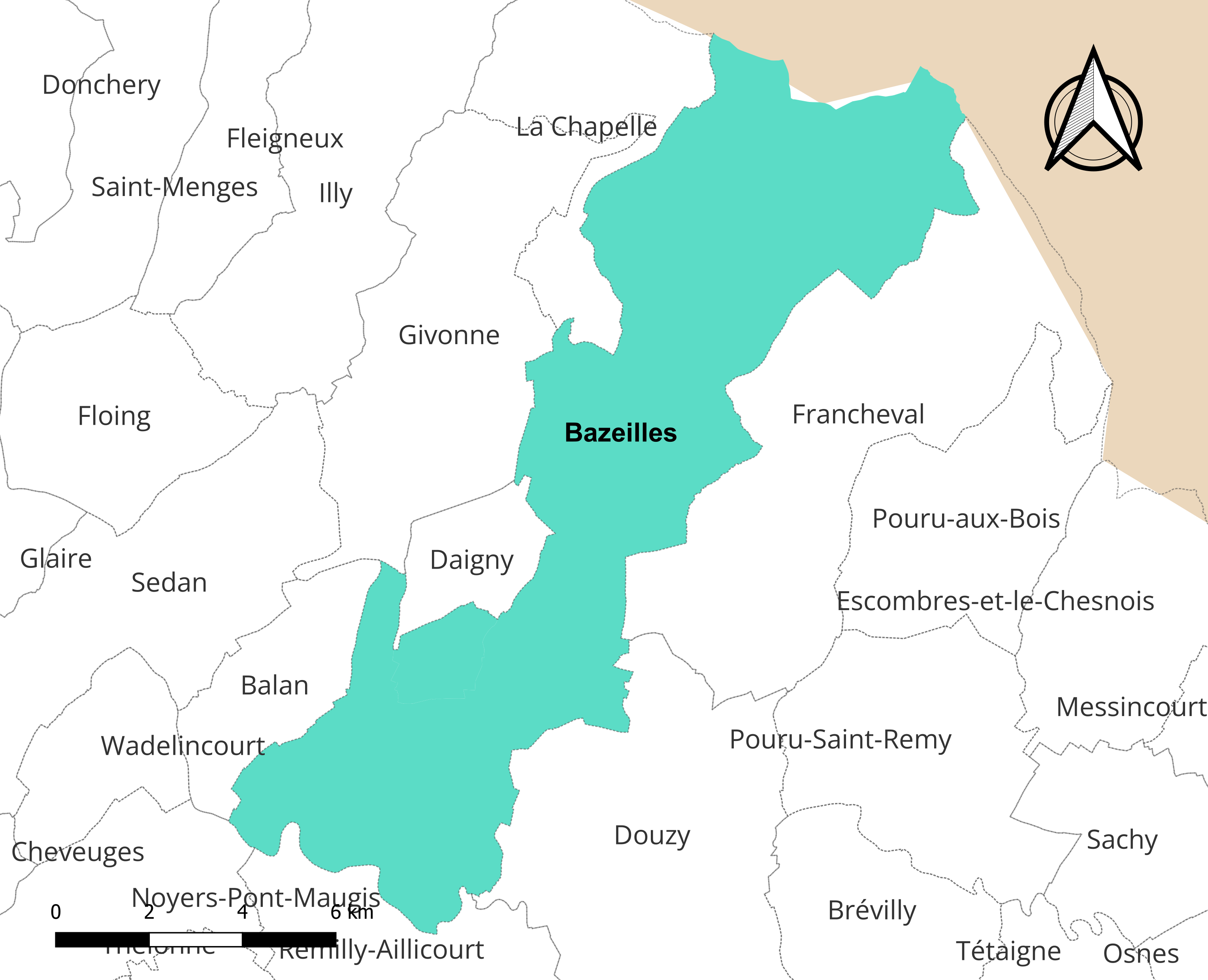
巴泽耶地图

## 行政
巴泽耶的邮政编码为08140，INSEE市镇编码为08053。

## 政治
巴泽耶所属的省级选区为色当第三县。

## 人口

1962-2008年间巴泽耶人口变化图示

巴泽耶于2022年1月1日时的人口数量为2459人。